# Liste des maires de Narbonne

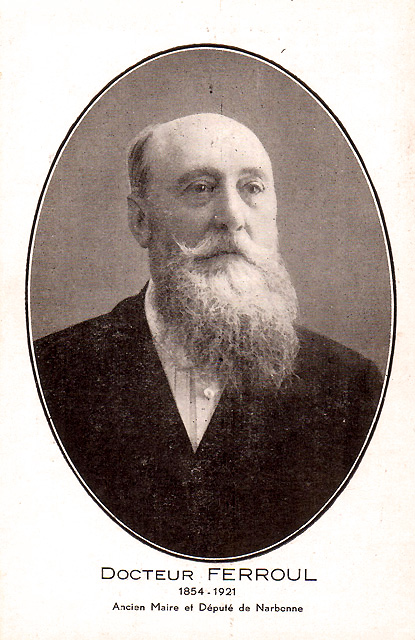
Ernest Ferroul (1853-1921) maire de Narbonne de 1900 à 1921.

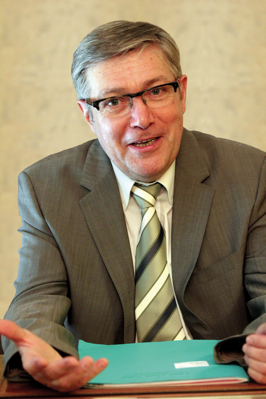
Didier Mouly (1951-2023) maire de Narbonne de 2014 à 2023.

La liste des maires de Narbonne présente la liste des maires de la commune française de Narbonne, située dans le département de l'Aude en région Occitanie.

## L'Hôtel de ville

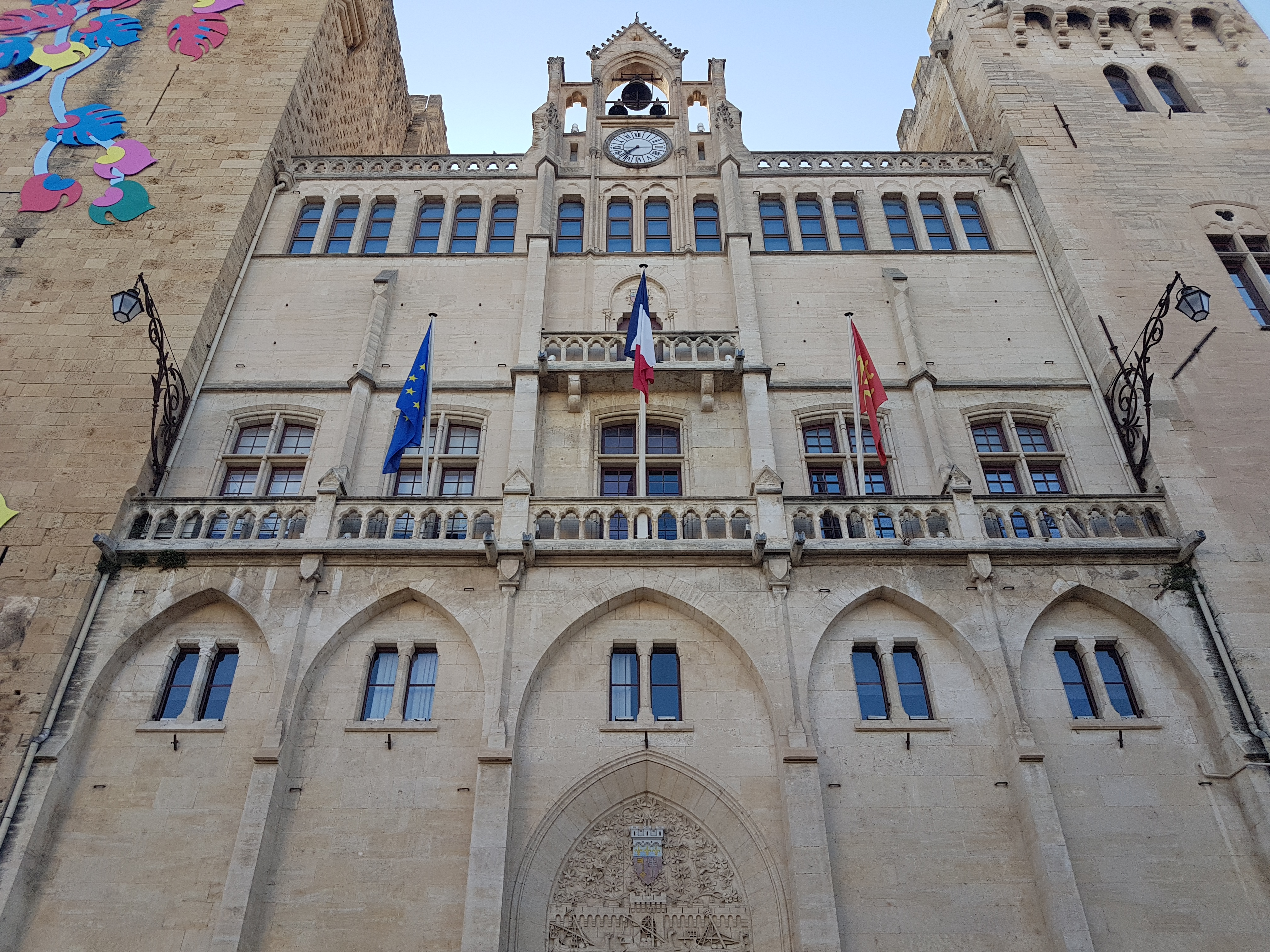
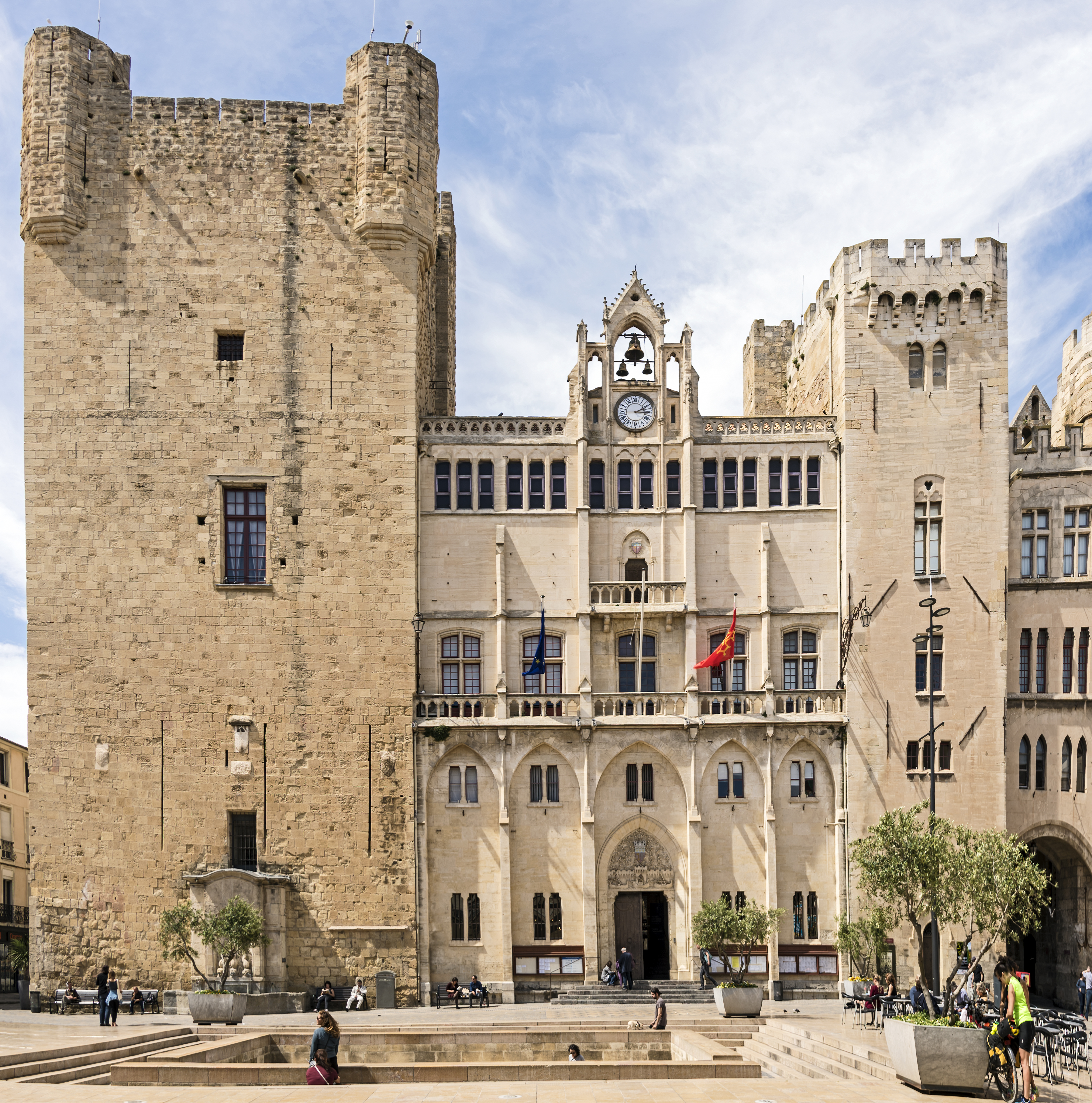

## Liste des maires

### Entre 1837 et 1944
| Période                                  | Période | Identité                               | Étiquette     | Qualité |
| ---------------------------------------- | ------- | -------------------------------------- | ------------- | --- |
| Les données manquantes sont à compléter. |         |                                        |               | |
|                                          |         | Jean François                          |               | Conseiller général                                                                                               |
|                                          |         | Louis André Alengry                    |               | Conseiller général Député de l'Aude                                                                              |
|                                          |         | Léon Bonnel                            |               | Conseiller général Député de l'Aude                                                                              |
| Les données manquantes sont à compléter. |         |                                        |               | |
| 1837                                     | 1843    | Jean Dominique Ducros de Saint-Germain |               | |
| Les données manquantes sont à compléter. |         |                                        |               | |
| 1882                                     |         | Marcelin Coural                        | Républicain   | Avocat, propriétaire du domaine de Saint-Crescent Conseiller général                                             |
| Les données manquantes sont à compléter. |         |                                        |               | |
| 1891                                     | 1892    | Ernest Ferroul                         | POF           | Député de l'Aude Conseiller général Président-fondateur de la Confédération générale des vignerons du Midi (CGV) |
| 1892                                     | 1894    | Émile Aldy                             |               | Député de l'Aude                                                                                                 |
| 1894                                     | 1897    | Ernest Ferroul                         | POF           | Député de l'Aude Conseiller général Président-fondateur de la CGV                                                |
| Les données manquantes sont à compléter. |         |                                        |               | |
| 1900                                     |         | Ernest Ferroul                         | POF           | Député de l'Aude Conseiller général Président-fondateur de la CGV                                                |
| Les données manquantes sont à compléter. |         |                                        |               | |
| 1902                                     | 1921    | Ernest Ferroul                         | POF puis SFIO | Député de l'Aude Conseiller général Président-fondateur de la CGV                                                |
| 1922                                     | 1925    | Germain Mouret                         | SFIO          | |
| 1925                                     | 1940    | Achille Lacroix                        | SFIO          | Député de l'Aude Chevalier de la Légion d'honneur (1939)                                                         |
| 1940                                     | 1944    | Henri Caillard                         |               | Président de la délégation spéciale puis maire en 1941                                                           |

### Depuis 1944
Depuis la Libération, dix maires se sont succédé à la tête de la commune.
| Période           | Période                       | Identité                          | Étiquette    | Qualité |
| ----------------- | ----------------------------- | --------------------------------- | ------------ | --- |
| 22 septembre 1944 | octobre 1947                  | Marius Lacroix                    | SFIO         | Agent d'assurances puis inspecteur général des assurances Député de l'Aude (1945 → 1946) Président du Comité local de Libération |
| octobre 1947      | novembre 1948                 | Émile Roux                        | SFIO         | Pharmacien, ancien adjoint au maire Sénateur de l'Aude (1948 → 1959) Démissionnaire par opposition au cumul des mandats |
| novembre 1948     | juillet 1958                  | Louis Madaule                     | SFIO         | Entrepreneur de travaux électriques Démissionnaire |
| juillet 1958      | 21 mars 1959                  | Paul Jean                         | SFIO         | |
| 21 mars 1959      | 21 mars 1971                  | Francis Vals                      | SFIO puis PS | Instituteur puis professeur de sport Inspecteur de la jeunesse et des sports Député de l'Aude (1951 → 1974) Membre désigné du Parlement européen Conseiller général de Sigean (1945 → 1974) Président du conseil régional (janvier → juin 1974) Conseiller municipal de Leucate (1945 → 1959) |
| 21 mars 1971      | 13 avril 1999                 | Hubert Mouly                      | DVD (NN)     | Avocat Conseiller général de Narbonne-Sud (1976 → 1986) Conseiller régional du Languedoc-Roussillon (1986 → 1999) Maire de Villardebelle (1959 → 1971) Démissionnaire |
| 13 avril 1999     | 29 juillet 2002               | Michel Moynier                    | DVD (NN)     | Masseur-kinésithérapeute Conseiller municipal (1983 → 1989) Adjoint au maire (1989 → 1999) Conseiller général de Narbonne-Sud (1992 → 1999) Conseiller régional du Languedoc-Roussillon (1998 → 2010) Mandat écourté après l'invalidation du scrutin municipal de 2001 par le Conseil d'État  |
| 26 août 2002      | 4 octobre 2002                | Délégation spéciale               |              | Présidée par Paul Llamas |
| 4 octobre 2002,   | 16 mars 2008                  | Michel Moynier                    | DVD (NN)     | Masseur-kinésithérapeute Conseiller régional du Languedoc-Roussillon (1998 → 2010) Président de la CA de la Narbonnaise (2003 → 2008) Réélu lors de l'élection municipale partielle du 29 septembre 2002                                                                                      |
| 16 mars 2008      | 6 avril 2014                  | Jacques Bascou                    | PS           | Cadre territorial Conseiller municipal (2001 → 2008 et 2014 → 2020) Député de l'Aude (2e circ.) (1997 → 2012) Président de la CA de la Narbonnaise (2008 → 2009) Président du Grand Narbonne, (2009 → 2020) Chevalier de la Légion d'honneur (2013)                                           |
| 6 avril 2014,     | 8 octobre 2023,               | Didier Mouly, Fils d'Hubert Mouly | DVD (NN)     | Avocat Président du Grand Narbonne (2020 → 2023) Décédé en fonction |
| 19 octobre 2023   | En cours (au 19 octobre 2023) | Bertrand Malquier,                | DVD (NN)     | Agent immobilier Premier adjoint au maire (2014 → 2023) Président du Grand Narbonne (2023 → ) Maire par intérim du 8 au 19 octobre 2023 |